# 22丁目駅

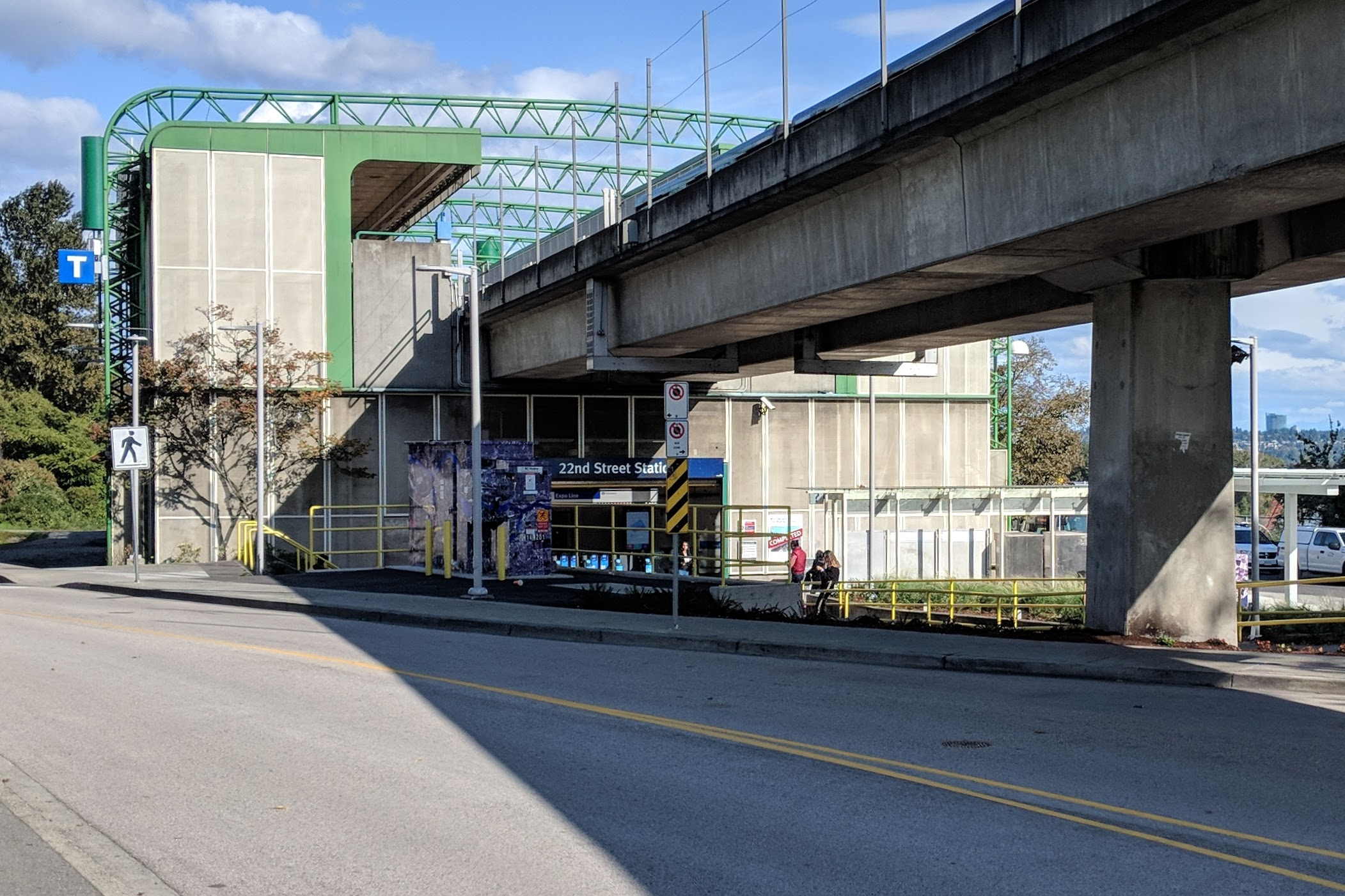
22丁目駅外部

22丁目駅（英: 22nd Street Station）は、カナダ・ブリティッシュコロンビア州 ニューウエストミンスターにある、スカイトレイン エキスポ・ラインの駅である。
1985年12月11日に開業した。

## 駅構造
相対式ホーム2面2線を有する高架駅である。
| ホーム | 路線            | 行先                                        |
| ------ | --------------- | ------------------------------------------- |
| 1      | ■エキスポライン | ウォーターフロント駅方面                    |
| 2      | ■エキスポライン | プロダクション・ウェイ-ユニバーシティ駅方面 |
| 2      | ■エキスポライン | キング・ジョージ駅方面                      |

## 駅周辺

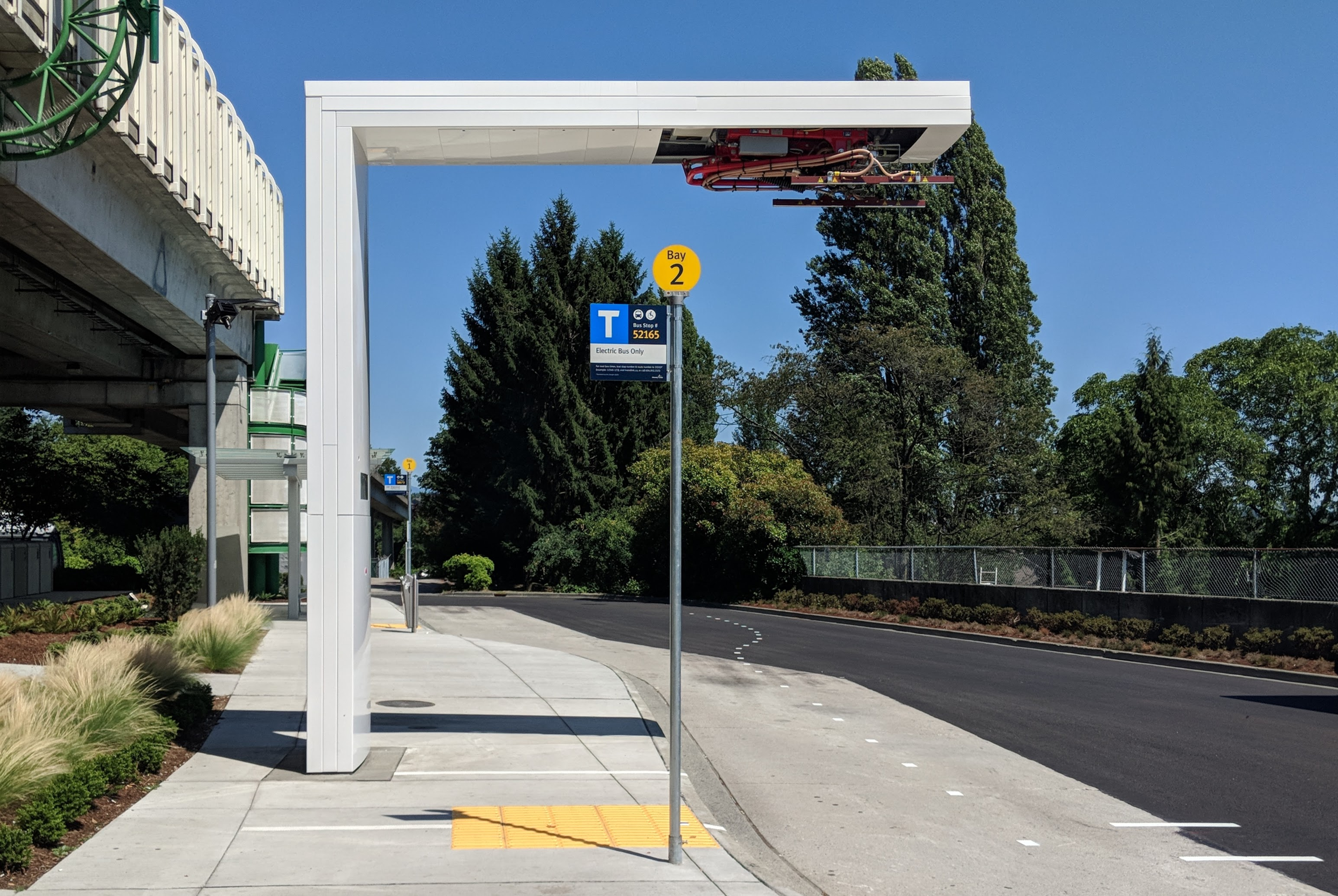
バッテリー式バスの充電器

バス路線
| ホーム | 路線                                                             |
| ------ | ---------------------------------------------------------------- |
| 1      | 418 系統・キングスウッド (特)                                    |
| 2      | 電気バス専用                                                     |
| 3      | 104 系統 - アナシス島                                            |
| 4      | 410 系統・リッチモンド・ブリグハウス駅                           |
| 5      | 101 系統・ローヒード・タウンセンター駅                           |
| 6      | 100 系統・マーポールループ                                       |
| 7      | 128 系統・ブレイド駅 155 系統・ブレイド駅                        |
| 8      | 340 系統・スコッツデール、 388系統・カーヴォルス・エクスチェンジ |
| 9      | 降車専用                                                         |

## 隣の駅
■ エキスポ・ライン
エドモンズ駅 - 22丁目駅 - ニュー・ウエストミンスター駅